# Yttervinkelsatsen
Enligt yttervinkelsatsen är yttervinkeln lika stor som summan av de två inre vinklar i en triangel som inte är supplementvinklar till den yttre vinkeln.
Yttervinklarna är de vinklar som bildas på utsidan av en triangel mellan baslinjen (parallell med triangelns bas) och en av de två andra sidorna i triangeln.
Med beteckningarna här nedanför är den vänstra yttervinkeln (supplementvinkeln till α) =  γ + β
och den högra yttervinkeln (supplementvinkel till β) = α + γ.
Bevis. 
Summan av vinklarna i triangeln ABC är 180° (eller motsvarande π radianer)  α + β + γ = 180°.
Därav fås att α = 180° - β - γ och att β = 180° - α - γ.
Den vänstra yttervinkeln är supplementvinkel till  α  och således är den 180° - α = 180° - (180° - β - γ ) = β + γ.
Den högra yttervinkeln är supplementvinkel till  β  och således är den 180° - β = 180° - (180° - α - γ ) = α + γ.
V.S.B.